# Isaac Merritt Singer
Isaac Merritt Singer (Pittstown, Nueva York, 26 de octubre de 1811 - Paignton, Devon, 23 de julio de 1875) fue un actor, empresario e inventor estadounidense. Realizó importantes mejoras en el diseño de la máquina de coser y fue el fundador de Singer Sewing Machine Company (Compañía de Máquinas de Coser Singer). Varios inventores patentaron máquinas de coser antes que él, pero su éxito se basó en la practicidad de su máquina, la facilidad con la que podía ser adaptada para uso doméstico y que podía ser pagada a plazos.

## Biografía

### Primeros años
Singer nació en Pittstown, Nueva York, y era el hijo más joven del inmigrante sajón Adam Singer (nacido Reisinger) y de su primera esposa Ruth Benson. Sus padres se divorciaron en 1821 cuando tenía 12 años, lo que le produjo ciertos problemas emocionales ya que tuvo que abandonar la lujosa mansión donde vivía y trasladarse a Oswego (Nueva York) con su hermano mayor. Allí estudió, luego de lo cual se ocupó durante siete años en empleos precarios hasta los 19 años, cuando siendo aprendiz de mecánico descubrió su vocación como actor de teatro. Sus ingresos venían de su trabajo como mecánico, tanto como del de actor. En 1830 se casó con Catherine María Haley.
En 1835 se mudó con Catherine y su hijo William a Nueva York donde comenzó a trabajar en una editorial. En 1836 dejó la ciudad para ir como agente de actores a Baltimore, donde conoció a Mary Ann Sponsler, a quien le propuso matrimonio. Volvió a Nueva York, donde él y Catherine tuvieron una hija, Lillian, nacida en 1837.
Después de que Mary Ann llegara a Nueva York y descubriera que Singer ya estaba casado, ella y Singer volvieron a Baltimore, donde simularon ser pareja. Su hijo Isaac nació en 1837.

## Sus primeros inventos
En 1839 Singer consiguió su primera patente por una máquina para taladrar piedras vendida por 2000 dólares. Esto era más dinero del que había ganado en su vida y debido a su éxito financiero, optó por volver a su carrera como actor. Fue de gira durante 5 años, formando un grupo teatral, «Merritt Players», actuando bajo el nombre de Isaac Merritt. Mary Ann también participó en algunas actuaciones, haciéndose llamar «Sra. Merritt».
En 1844 consiguió un empleo en una imprenta en Fredericksburg, Ohio, aunque se mudó en poco tiempo a Pittsburgh en 1846 para fundar una tienda de madera para fabricar teclas de madera y señales. En Pittsburgh descubrió y patentó una «máquina para tallar madera y metal» el 10 de abril de 1849.
Con 38 años, teniendo 2 esposas y 8 hijos, se mudó con su familia de vuelta a Nueva York, esperando hacer negocio con su máquina en esta ciudad. Obtuvo un adelanto para construir un prototipo, para de esta manera conseguir una oferta para comercializar su invento en Boston. A Boston fue donde se mudó en 1850 para vender su invención en la tienda de Orson C. Phelps, donde Lerow and Blogett estaban construyendo máquinas de coser. Phelps le pidió a Singer que las observara, ya que eran difíciles de usar y fabricar. Singer descubrió que la máquina de coser sería más fiable si el lanzador se movía en línea recta y la aguja era recta.
Singer obtuvo dinero, otra vez, de George B. Zieber, con el que llegó a ser compañero, además de con Phelps, en la fabricación de la «máquina de coser de Jenny Lind», llamada así en homenaje a la soprano sueca Jenny Lind. Recibió la patente para mejorar la máquina de coser el 12 de agosto de 1851. Cuando se empezó a vender, el modelo de Singer se impuso al de Jenny Lind, por tratarse de un modelo más práctico.

## Consecuencias de su máquina de coser para la industria mundial de la confección
El prototipo de máquina de coser de Singer fue el primero en funcionar de forma práctica. Podía coser 900 puntadas por minuto, mucho mejor que las 40 de una costurera consumada en trabajos sencillos. Esto inició la industrialización de la confección de prendas de vestir y textiles, ya que una camisa tardaba una hora en hacerse frente a las quince horas de antes, pero éstas seguían necesitando acabados a mano, y las acabadoras trabajaban solas a destajo en casa, pero la sobreproducción masiva por las máquinas de las fábricas provocó presiones sobre los salarios y el desempleo.
En 1911, la mayor parte de la plantilla, principalmente femenina, de la fábrica Singer de Clydebank se declaró en huelga en apoyo de 12 trabajadores que se habían opuesto al aumento de la carga de trabajo y a las condiciones salariales más bajas impuestas (en esa época había 11.500 empleados). Aunque la huelga no prosperó, Singer despidió a 400 trabajadores, incluidos los dirigentes sindicales. La huelga de Singer fue una de las acciones clave que dieron lugar a las protestas conocidas como Red Clydeside.
En la década de 1960, la eficiencia de la producción japonesa trajo máquinas y productos con cubierta de aluminio a precios más bajos que superaron en ventas a las máquinas Singer de hierro fundido. La simbólica torre se derribó a medida que se modernizaba la fábrica de Singer Clydebank, pero cerró en 1980 y fue demolida a finales de la década de 1990.

## Vida personal
En 1830, a los diecinueve años, Isaac Singer se casó con Catherine Maria Haley (1815-1884), de quince años. La pareja tuvo dos hijos antes de que él la abandonara para unirse a los Baltimore Strolling Players. En 1860, Singer se divorció de Catherine por adulterio cometido por ella con Stephen Kent. Su hijo William defendió a su madre en el proceso de divorcio y fue desairado por Singer, incluso en su testamento, en el que William sólo recibió 500 dólares de la fortuna de Singer, que ascendía a 13.000.000 de dólares. 
Sus dos hijos fueron:
- William Adam Singer (1834-1914), quien en 1872 se casó con Sarah Augusta Webb (1851-1909), hermana gemela de William Seward Webb (quien se casó con Eliza Osgood Vanderbilt).[8]
- Lillian C. Singer (1837-1912), quien se casó con Harry Hodson.[8]

En 1836, estando aún casado con Catherine, Singer comenzó un romance de 25 años con Mary Ann Sponsler (1817-1896). Mary Ann e Isaac tuvieron diez hijos, dos de los cuales murieron al nacer, entre ellos:
- Isaac Augustus Singer (1837-1902), quien se casó con Sarah Jane Clarke.[8]
- Vouletti Theresa Singer Proctor (1840-1913), quien se casó con William Fash Proctor.[9]
- John Albert Singer (1842-1911), casado con Jennie C. Belinski.[10]
- Fanny Elizabeth Singer (1844-1909), quien se casó con William S. Archer.[11]
- Jasper Hamlet Singer (1846-1922), quien se casó con Jane Collier Cook.[12]
- Mary Olivia Singer (1848-1900), quien se casó con Sturges Selleck Whitlock, senador del estado de Connecticut.[13]
- Julia Ann Singer (1855-1923), quien se casó con Martin J. Herz.
- Caroline Virginia Singer (1857-1896), quien se casó con Augustus C. Foster.[8]

El éxito económico permitió a Singer comprar una mansión en la Quinta Avenida, a donde trasladó a su segunda familia. Él y Mary Ann habían abandonado su compañía de actores conjunta, los Merritt Players, ya que sus inventos tenían más éxito. Continuó viviendo con Mary Ann, hasta que ella lo vio conduciendo por la Quinta Avenida sentado junto a Mary McGonigal, una empleada, sobre la que Mary Ann ya tenía sospechas. Según se dice, Singer también tuvo un romance con la hermana de McGonigal, Kate McGonigal. Mary McGonigal e Isaac tuvieron siete hijos (quienes usaron el apellido Matthews), dos de los cuales murieron al nacer, entre ellos:
- Ruth Mary Matthews (n. 1852)
- Clara Matthews (1854-1933), quien se casó con el coronel Hugh Stafford en 1880.[14][15]
- Margaret Matthews (1858-1939), quien se casó con Granville Henry Jackson Alexander, Esq., el Alto Sheriff de Armagh.[16]
- Charles Alexander Matthews (1859-1883), quien se casó con Minnie Mathews.[17][18]
- Florence Adelaide Matthews (c. 1859-1932), quien se casó con Harry Ruthven Pratt.[19]

Y Mary Ann, quien seguía haciéndose llamar Mrs. I. M. Singer, hizo que detuvieran a su marido por bigamia. Singer fue puesto en libertad bajo fianza y, deshonrado, huyó a Londres en 1862, llevándose consigo a Mary McGonigal. A raíz de ello, se descubrió otra de las familias de Isaac: tenía una "esposa", Mary Eastwood Walters, demostradora de maquinaria, y había tenido una hija en el Bajo Manhattan:
- Alice Eastwood (de soltera Alice Walters) Merritt (1852-1890), quien adoptó el apellido Merritt y se casó dos veces, una de ellas con W. A. P. LaGrove a los dieciocho años en un matrimonio concertado por Singer.

En 1860, Isaac había engendrado y reconocido a dieciocho hijos, dieciséis de ellos aún vivos, nacidos de cuatro mujeres. En 1861, su antigua amante Mary Ann lo llevó a los tribunales por abusar de ella y de su hija Vouletti. Cuando Isaac ya vivía en Londres, Mary Ann empezó a reclamar sus bienes presentando documentos en los que detallaba sus infidelidades y afirmaba que, aunque nunca había estado casada formalmente con Isaac, se habían casado de derecho consuetudinario al vivir juntos durante siete meses después de que Isaac se divorciara de su primera esposa, Catherine. Finalmente, se llegó a un acuerdo, pero no se concedió el divorcio. Sin embargo, ella afirmó que era libre para casarse y, efectivamente, se casó con John E. Foster.

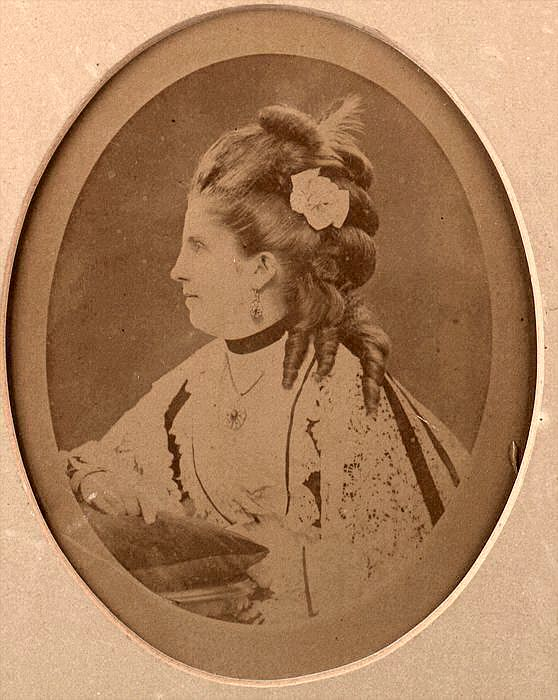
La segunda esposa de Singer, Isabella Eugenie Boyer.

Isaac, mientras tanto, había vuelto a ver a Isabella Eugenie Boyer, una francesa de diecinueve años con quien había vivido en París en 1860. Ella dejó a su marido y se casó con Isaac, para entonces de cincuenta años, con el nombre de Isabella Eugenie Sommerville y para entonces ya embarazada, el 13 de junio de 1863. Juntos tuvieron seis hijos:
- Sir Adam Mortimer Singer (1863-1929)[20]
- Winnaretta Eugenie Singer (1865-1943),[21] mecenas de la música del siglo XX que se casó con el príncipe Louis de Scey-Montbéliard en 1887. Se divorciaron en 1892 y ella se casó con el príncipe Edmond de Polignac.[22]
- Washington Merritt Grant Singer (1866-1934), quien se casó primero con Blanche Emmeline Hale y luego con Ellen Mary Allen.[23][24]
- Paris Eugene Singer (1867-1932),[25] casado con Cecilia Henrietta Augusta "Lillie" Graham (1867-1951). Paris era amigo íntimo del arquitecto de Palm Beach Addison Mizner.[26]
- Isabelle-Blanche Singer (1869-1896), que se casó en 1888 con el aristócrata francés Jean, duque Decazes y de Glücksbierg.[27]
- Franklin Merritt Morse Singer (1870-1939),[28] casado con Emilie Maigret.[28]

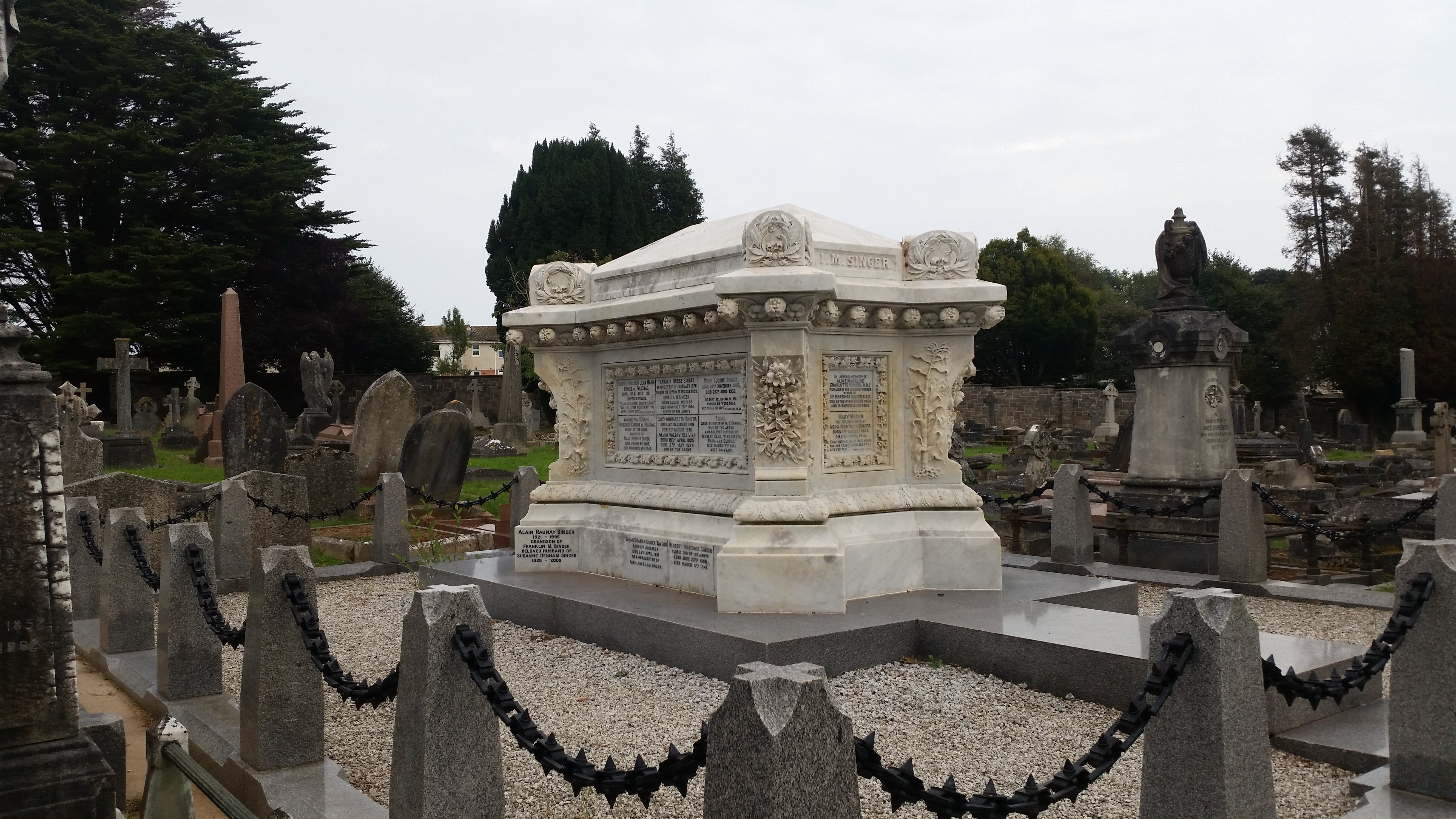
Tumba de la familia Singer en el cementerio de Torquay

Isaac Singer murió en 1875, poco después de la boda de su hija con Mary Eastwood Walters, Alice, cuyo vestido había costado tanto como un apartamento londinense. Su funeral fue todo un acontecimiento, con ochenta coches de caballos y unos 2.000 dolientes, para verlo enterrado en el cementerio de Torquay, a petición suya, en un ataúd de tres capas (cedro forrado de satén, plomo, roble inglés con decoración de plata) y una tumba de mármol. Decidió no hacer testamento.